# Edu Coimbra
Eduardo Antunes Coimbra, conocido como Edu, exfutbolista brasileño nacido el 5 de febrero de 1947 en Río de Janeiro, Brasil. Uno de los mejores mediocampistas del fútbol Brasileño. Fue el dribleador más talentoso de los años '70 y es considerado como el mejor futbolista que paso por el Club América. Anotó 212 goles por e Club América y con esto se convirtió en el segundo goleador histórico del  Club América. También fue futbolista del Vasco da Gama, Bahía y Flamengo.
"Edú" se crio en una familia de clase media en los suburbios de Quintino, Río de Janeiro. Su padre fue guardameta y tres de sus hermanos fueron futbolistas como él, entre ellos Zico.

## Jugador
| Años      | Club          | País   |
| --------- | ------------- | ------ |
| 1966-1974 | América       | Brasil |
| 1975      | Vasco da Gama | Brasil |
| 1975      | Bahía         | Brasil |
| 1975-1976 | Flamengo      | Brasil |
| 1976-1977 | Colorado      | Brasil |
| 1978      | Joinville     | Brasil |
| 1979      | Brasília      | Brasil |
| 1980-1981 | Campo Grande  | Brasil |

## Entrenador
| Años      | Club                | País    |
| --------- | ------------------- | ------- |
| 1982      | América             | Brasil  |
| 1983–1984 | Selección brasileña | Brasil  |
| 1984-1985 | Vasco da Gama       | Brasil  |
| 1986      | Irak                | Irak    |
| 1987      | Joinville           | Brasil  |
| 1987      | Criciúma            | Brasil  |
| 1988      | Barcelona           | Ecuador |
| 1989      | Coritiba            | Brasil  |
| 1990      | Botafogo            | Brasil  |
| 1991      | Veracruz            | México  |
| 1992      | Sport Boys          | Perú    |
| 1992      | Remo                | Brasil  |
| 1993      | Fluminense          | Brasil  |
| 1994      | Campo Grande        | Brasil  |
| 1995      | Fortaleza           | Brasil  |
| 1995-1996 | Kashima Antlers     | Japón   |

## Títulos

### Como jugador
- Copa Rio Branco 1967 - Brasil
- Copa Guanabara: 1974
- Campeonato Baiano: 1975

#### Director técnico
- Copa Rio 1982
- Copa dos Campeões 1982
- Campeonato Paranaense 1989
- Campeonato Carioca 1990

#### Individual
- Torneo Roberto Gomes Pedrosa's top scorer: 1969

- Datos: Q2548141
- Multimedia: Edu Coimbra / Q2548141